# Jacques von Monaco
Jacques Honoré Rainier Grimaldi, Erbprinz von Monaco, Marquis des Baux (* 10. Dezember 2014 in Monaco) ist Erbprinz des Fürstentums Monaco mit Anspruch auf die Anrede Altesse Sérénissime.

## Leben
Jacques Grimaldi wurde als zweites Kind des Fürsten Albert II. von Monaco aus der Ehe mit Fürstin Charlène von Monaco am 10. Dezember 2014 um 17:06 Uhr, zwei Minuten nach seiner Zwillingsschwester Gabriella von Monaco, geboren. Aufgrund der in Monaco geltenden patrilinearen Primogenitur, die männliche Erben in der Thronfolge vor weibliche stellt, ist er Thronfolger.
Erbprinz Jacques von Monaco hat väterlicherseits zwei ältere Halbgeschwister, die aufgrund ihrer unehelichen Geburt nicht in der Thronfolge des Fürstentums berücksichtigt werden, denn 2002 hatte ihr Großvater Fürst Rainier, selbst Sohn einer legitimierten unehelichen Tochter des Fürsten Louis II. von Monaco, die Verfassung so geändert, dass nur Kinder aus einer Ehe die Erbfolge antreten können.
Nach den Regelungen des Vertrags von Péronne aus dem Jahr 1641 trägt der jeweilige Erbprinz von Monaco den Titel Marquis des Baux, der ein nachgeordneter Titel des Fürsten ist.
Jacques Grimaldi wurde, wie seine Schwester Gabriella Grimaldi, am 10. Mai 2015 getauft. Ihre Taufpaten sind Fürstin Charlènes Bruder Gareth Wittstock sowie ihre Freundin Nerine Pienaar, Christopher Levine Jr., der Sohn von Fürst Alberts Cousin Christopher Levine sowie Diane de Polignac Nigra.